# Pereira Barreto
Pereira Barreto es un municipio brasileño del estado de São Paulo. Fundado oficialmente el 11 de agosto de 1928, se localiza a una latitud 20º38'18" sur y a una longitud 51º06'33" oeste, estando a una altitud de 347 metros. Su población estimada en 2004 era de 54.743 habitantes.

## Estancia turística
Pereira Barreto es uno de los 29 municipios paulistas considerados estancias turísticas por el Estado de São Paulo, por cumplir determinados requisitos definidos por Ley Estatal. Tal estatus garantiza a esos municipios una remesa mayor por parte del Estado para la promoción del turismo regional. También, el municipio adquire el derecho de agregar junto su nombre el título de Estancia Turística, término por el cual pasa a ser designado tanto por el expediente municipal oficial como por las referencias estatales.

## Historia
Recibe el nombre en homenaje al médico y político : Luís Pereira Barreto (1840-1923)

## Geografía
Posee un área de 979,960 km².

### Demografía
Datos del Censo - 2010
Población Total: 54.959
- Urbana: 33.235
- Rural: 17.724
- Hombres: 17.270
- Mujeres: 25.689

Densidad demográfica (hab./km²): 25,49
Mortalidad infantil hasta 1 año (por mil): 13,20
Expectativa de vida (años): 72,71
Tasa de fertilidad (hijos por mujer): 1,98
Tasa de Alfabetización: 88,37%
Índice de Desarrollo Humano (IDH-M): 0,788
- IDH-M Salario: 0,699
- IDH-M Longevidad: 0,795
- IDH-M Educación: 0,871

(Fuente: IPEAFecha)

### Clima
El clima de Pereira Barreto puede ser clasificado como clima tropical de sabana (Aw), de acuerdo con la clasificación climática de Köppen.

### Hidrografía
- Río Tietê
- Río São José
- Canal Pereira Barreto
- Terminal Intermodal Pereira Barreto
- Central Hidroeléctrica de Tres Hermanos, 807,5MW

### Transporte
- Hidrovia Tietê

### Carreteras
- SP-310
- SP-563

## Religión
El Cristianismo está presente en la ciudad de la siguiente manera:

### Iglesia Católica
La iglesia católica del municipio forma parte de la Diócesis de Jales.

### Iglesia Protestante
En la ciudad están presentes las más diversas creencias evangélicas, principalmente pentecostales, incluidas las Asambleas de Dios de Brasil (la iglesia evangélica más grande del país), Congregación Cristiana, entre otras. Estas denominaciones están creciendo cada vez más en todo Brasil.